# Laura (Giorgione)
El retrato femenino conocido como Laura es una pintura al óleo sobre lienzo pegado sobre tabla (41 x 33,5 cm) de Giorgione, firmada y datada en 1506 sobre el reverso, y conservada en el Kunsthistorisches Museum de Viena. Es la única obra autógrafa del artista y una de las pocas pinturas datadas con certeza de su catálogo.

## Historia y descripción
Sobre un fondo liso y oscuro se ve una joven de tres cuartos a media figura, girada hacia la izquierda, detrás de ella algunas ramas de laurel. Por analogía con obras tales como el Retrato de Ginebra de Benci de Leonardo, es denominada convencionalmente "Laura", quizás el nombre de la mujer a la cual aludiría el nombre de la planta. La joven mira hacia afuera de la obra, de frente, y luce un abrigo rojo forrado de piel y una tira de tela blanca, tan fina como el velo azulado en la cabeza. El manto lo mantiene abierto para mostrar un seno, sensualmente evidenciado también por el velo que lo envuelve.
La identidad de la figura ha dado lugar a numerosas hipótesis: quizás es una representación ideal, de Flora, o de Laura de Noves; otros consideraron que se trataría de una novia: el laurel era símbolo de virtud y castidad y el velo sería nupcial, el gesto de mostrar un pecho aludiría al matrimonio y la maternidad, un recordatorio de la proverbial castidad de las amazonas quienes, según la leyenda, solo toleraban a los varones para la reproducción, no para el placer; dado que la antigua moral solo aceptaba la reproducción dentro del matrimonio, la alusión a las amazonas implicaría el compromiso de la esposa con la fidelidad conyugal. Así, el retrato haría pareja con otro masculino perdido, el del señor Giacomo nombrado en el reverso como el comitente. Pero también podría ser el de una cortesana. Aparte el gesto explícito, el laurel, además del nombre, también podría ser una referencia al arte de la poesía, por lo que la joven podría ser una cortesana y poetisa, una combinación que no resultaba extraña en la Venecia del Renacimiento y el Barroco.
Giorgione innovó en el arte del retrato, al crearlo muy idealizado y vinculado al neoplatonismo. Un nuevo tipo de retrato que luego será reinterpretado por Tiziano, quien añadirá la captación psicológica del modelo. Otra importante novedad es la representación de tres cuartos con la mirada perdida hacia el exterior de la obra. Tales recursos, desconocidos en el retrato veneciano del Quattrocento, los tomó de la pintura religiosa y serán extendidos por Tiziano, Palma o Bordone.
Destaca la técnica pictórica empleada por Giorgione, que creó la imagen a manchas, sin contornos claros ni un dibujo previo, directamente sobre el lienzo, con extrema libertad. La falta de uniformidad, visible claramente de cerca, es de extraordinaria modernidad y fue una de las contribuciones fundamentales de Giorgione a la evolución de la pintura. Pinceladas claras generan por ejemplo golpes de luz fresca y vivaz en detalles como la mano, como una extraordinaria anticipación del impresionismo.